# Adriana Spilberg
Adriana Spilberg, auch Adriana Breekvelt oder Adriana (Adrienne) van der Neer (* 5. Dezember 1650 in Amsterdam; † nach 1697 in Düsseldorf), war eine niederländisch-deutsche Malerin am Hofe des Kurfürsten Johann Wilhelm von der Pfalz.

## Leben und Werk

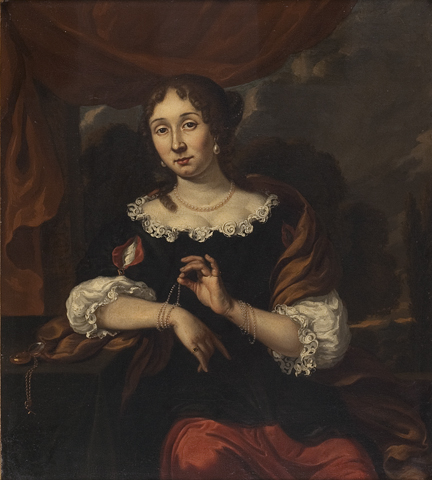
Adriana Spilberg: Porträt einer Frau

Adriana Spilberg war eine Tochter aus der Ehe des Hofmalers Johannes Spilberg und der Maria (Marrite) Gerrits. Am 8. Dezember 1650 wurde sie in der Amsterdamer Oude Kerk getauft. Von ihrem Vater, der Brautwerbungen um die Hand seiner Tochter mit Hinweis auf deren künstlerische Entwicklung mehrfach zurückgewiesen haben soll, erhielt sie eine Ausbildung als Malerin. 1681 verlegte die Familie Spilberg den Haushalt, der trotz der Stellung des Familienoberhaupts am jülich-bergischen Hof zunächst in Amsterdam verblieben war, nach Düsseldorf. So gelangte auch Adriana Spilberg an den Düsseldorfer Hof, wo ihr malerisches Schaffen gewürdigt und gefördert wurde, insbesondere durch Maria Anna Josepha von Österreich, die Gemahlin des jülich-bergischen Herzogs und späteren Kurfürsten Johann Wilhelm von der Pfalz. Erst 1684 ließ der Vater zu, dass seine Tochter Adriana den Düsseldorfer Maler Wilhelm Breekvelt (Brekvelt, Breckvelt, Breckervelt) heiratete. Aus dieser Ehe, die allerdings nur drei Jahre bis zum Tode Breekvelts im Jahr 1687 währte, entsprossen drei Söhne. Anschließend blieb Spilberg ein Jahrzehnt lang Witwe, ehe sie 1697 den niederländischen Maler Eglon van der Neer heiratete. Die Ehe mit van der Neer, der dem Schwiegervater Johannes Spilberg in der Stellung eines kurpfälzischen Hofmalers nachfolgte und 1703 starb, blieb kinderlos. Das Todesdatum Adriana van der Neers, die bis zu ihrem Lebensende eine aktive Malerin blieb, ist unbekannt.
Spilberg fertigte Pastell- und Kreidezeichnungen sowie Ölgemälde. Auch an den Fresken ihres Vaters in Gemäldekabinetten des Düsseldorfer Schlosses – Darstellungen zu den Taten des Herkules – soll sie mitgewirkt haben.